# Guri i Kuq
Guri i Kuq är ett berg i Kosovo. Det ligger i den västra delen av landet, 80 km väster om huvudstaden Priština. Toppen på Guri i Kuq är 2 503 meter över havet, eller 545 meter över den omgivande terrängen. Bredden vid basen är 11,0 km. Guri i Kuq ingår i Prokletije.
Terrängen runt Guri i Kuq är kuperad åt nordväst, men åt sydost är den bergig. Runt Guri i Kuq är det ganska tätbefolkat, med 222 invånare per kvadratkilometer. Närmaste större samhälle är Pejë, 12,6 km öster om Guri i Kuq. I omgivningarna runt Guri i Kuq växer i huvudsak blandskog.